# Cahiers d'études africaines
Les Cahiers d'Études africaines sont une revue internationale et interdisciplinaire bilingue (français et anglais) de sciences sociales sur l’Afrique, les Antilles et les Amériques noires, créée en 1960.

## Contenu
Ses numéros, varia ou thématiques, témoignent des tendances de pointe de la recherche, théorique et de terrain, et les discussions qu’elles suscitent.
La revue est accessible en texte intégral sur Cairn et OpenEdition Journals, avec un délai de restriction de deux ans. Les numéros plus anciens sont consultables sur Persée. Les textes sont disponibles au format XHTML, avec un fac-similé de la version papier en PDF. 
Les Cahiers d’Études africaines sont publiés par les Éditions de l’EHESS.
La revue a été fondée par Georges Balandier, Roger Bastide, Henri Brunschwig, Germaine Dierterlen, Pierre Gourou, Michel Leiris, Paul Mercier, Denise Paulme, Gilles Sautter et Joseph Tubiana.
Le comité de rédaction est constitué de Marie-Aude Fouéré (rédactrice en chef depuis novembre 2023), Pascale Barthélémy, Jean-Pierre Bat, Gaetano Ciarcia, Denis Cogneau, Anne Doquet, Georges Macaire Eyenga, Sandra Fancello, Augustin Jomier, Nadia Yala Kisukidi, Maëline Le Lay, Marianne Lemaire, Catarina Madeira Santos, Uactissa Mandamule, Sakiko Nakao, Didier Nativel et Fabienne Samson.
Les éditrices de la revue sont Nadège Chabloz et Hortense Naas.